# Мугоша, Стефан
Стефан Мугоша (черног. Stefan Mugoša; 26 февраля 1992, Подгорица, СФРЮ) — черногорский футболист, нападающий корейского клуба «Инчхон Юнайтед» и национальной сборной Черногории.

## Клубная карьера
Мугоша стал лучшим бомбардиром чемпионата Черногории, когда ему было всего 22 года. Многие европейские клубы начали охоту за ним после такого успешного сезона. Летом 2014 года Мугоша присоединился к «Кайзерслаутерну», подписав контракт на 3 года. В январе 2015, после того, как он сыграл всего лишь 2 игры за полсезона, его отправили в аренду в другой клуб 2 бундеслиги «Эрцгебирге». Команда опустилась в 3 бундеслигу по итогам сезона, а Мугоша вернулся в «Кайзерслаутерн» и был продан в «Мюнхен 1860». 27 ноября 2015 забил свой первый гол за новую команду в матче кубка Германии против «Майнца». 29 июня 2017 года перешёл в ФК «Шериф», где 9 июля, в первом же матче молдавского Национального Дивизиона против «Заря» Бельцы отметился голом.